# Tobruk
Tobruk eller Tubruq er en havneby i det nordøstlige Libyen i nærheden af grænsen mod Egypten. Byen har ca. 110.000 indbyggere (2006). 
Tobruk ligger 150 km vest for den egyptiske grænse ved den historiske kystvej Via Balbia, der løber mellem Alexandria og Tripoli. Fra Tobruk går den mod vest til det 300 km fjerntliggende Benghazi og mod øst til den egyptiske grænse ved Musaid og Sollum. 25 km syd for Tobruk går der en ørkenvejen Tobruk–Adschdabija 410 km mod sydvest til Ajdabiya.
Tobruk har en, naturlig, dyb, godt beskyttet havn som er omgivet af ørkenen. Syd for Tobruk er det mange klipper, som i resten af det østlige Libyen. Klipperne former en naturlig barrière i forhold til resten af Libyen, da de overvejende er højest og stejlest på sydsiden, mens nordsiden er lavere og mere tilgængelig. 
Syd for byen ligger også det østlige Libyens største lufthavn som sammen med havnen, jernbaneforbindelsen og den beskyttelse klipperne var årsagen til at Tobruk var strategisk vigtig under den 2. verdenskrig. Jernbanen forbinder Tobruk med det østlige Liben og Egypten via regionen Matruh. Mod vest forbinder den byen med Benghazi. Jernbanelinien mellem El Alamein i Egypten og Tobruk blev bygget af det britiske statssamfund under den anden verdenskrig.

## Historie
Tidligere var Tobruk en landbrugskoloni under Oldtidens Grækenland, og blev kaldt Antipyrgos (Antipyrgus), et navn som af og til stadig bruges. Navnet betyder «på den anden side af Middelhavet set fra Pyrgos» ( som lå på Kreta. Under Romerriget var Tobruk et romersk fort som bevogtede fronten ved provinsen Kyrenaika. Senere blev byen en station på karavaneruten langs Nordafrikas kyst. 
Fra 1911 til begyndelsen af 2. verdenskrig var Tobruk en mindre by i den italienske koloni i Libyen med ca 2 000 indbyggere, og var en strategisk vigtig havn.
Den 22. januar 1941 erobrede engelske, australske og indiske styrker byen og ca. 25.000 italienske soldater blev krigsfanger. Tobruk blev på dette tidspunkt forsvaret af en australsk enhed, der i april afværgede to erobringsforsøg fra det tyske Afrikakorps og i august 1941 også af polske enheder. Indtil slutningen af 1941 blev byen belejret og massivt bombaderet af det tyske luftvåben. Den 21. juni 1942 indtog tyskerne under ledelse af Erwin Rommel Tobruk. 32.000 allierede soldater blev krigsfanger. Imidlertid tilbagerobrede de allierede styrker byen 11. november 1942.
Flere krigskirkegårde og mindesmærker minder om de hårde kampe ved Tobruk under den anden verdenskrig. På krigskirkegården Commonwealth Cemetery er der begravet soldater fra Storbritannien, Australien, New Zealand, Sydafrika, Polen, Canada, Frankrig og Grækenland. En kirkegård og mindesmærke minder om de 6.026 tyske soldater, der blev dræbt i Libyen. Deres grave blev i 1955 af Volksbund Deutsche Kriegsgräberfürsorge flyttet til Tobruk. 
Nogle år efter 2. verdenkrigs slutning blev Libyen selvstændig, og Tobruk blev fra starten af 1960'erne en vigtig udskibningshavn for olie. En oliepipeline fra Sariroliefeltet 500 km mod syd ender ved Tobruk.
Den 22. februar 2011 blev byen erobret af libyske oprørere, der kæmpede mod Muammar al-Gaddafis regime.
- Generalerne Erwin Rommel og Fritz Bayerlein ved havnen i Tobruk
- Havnen ved Tobruk med sænkede skibe og til venstre for vejen britiske krigsfanger
- Britiske krigsfanger i Tobruk 1942
- Ødelagte huse i Tobruk 1942
- Tyske soldater i Tobruk i august 1942